# Каталінський огляд
| LINEAR NEAT Spacewatch LONEOS | Каталінський огляд Pan-STARRS NEOWISE інші |

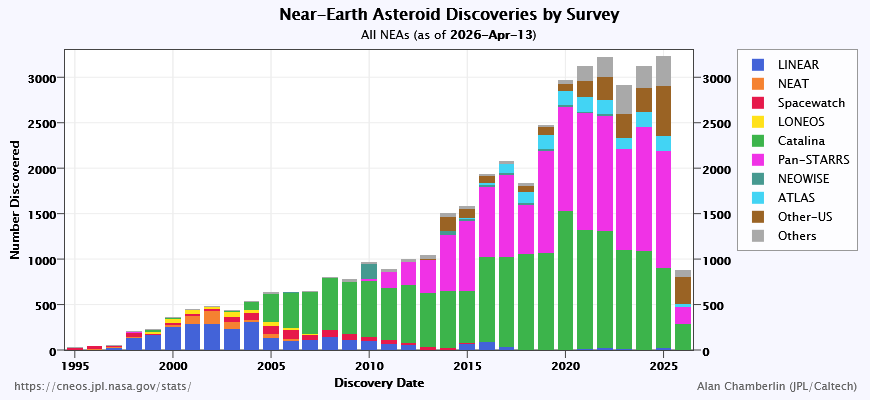
Кількість навколоземних об'єктів, зафіксованих різними проєктами:

Каталінський огляд неба (англ. Catalina Sky Survey, CSS) — астрономічний огляд, проєкт із пошуку комет та астероїдів, зокрема навколоземних об'єктів, особливо тих, що становлять загрозу зіткнення із Землею.

## Місія
Програма спостереження навколоземних об'єктів розроблена на виконання директиви Конгресу США 1998 року з ідентифікації щонайменше 90 % навколоземних об'єктів діаметром понад 140 м. Основні астрономічні інструменти огляду розташовані в Каталінських горах на північ від міста Тусон (Аризона).
Крім визначення ризиків зіткнення, огляд також отримує іншу наукову інформацію, включно з: поліпшенням знань про розподіл популяції у головному поясі астероїдів, пошук розподілу комет з більшим перигелієм, визначення розподілу навколоземних об'єктів в результаті історії зіткнень у поясі та транспортування до внутрішньої Сонячної системи, а також ідентифікація потенційних цілей для проєктів польотів.

## Опис
Каталінський огляд використовує два телескопи — 1,5-метровий телескоп із діафрагмовим числом f/2 на вершині гори Леммон та 68-см телескоп Шмідта, f/1,7, на горі Бігелоу (обидві гори розташовані неподалік Тусона). До 2013 року також застосовувався 0,5 м f/3 телескоп Уппсала системи Шмідта обсерваторії Сайдінг-Спрінг в Австралії. Всюди застосовувались однакові термоелектрично охолоджені камери та програмне забезпечення, написане командою Каталінського огляду. Камери охолоджувалися приблизно до −100 °C і їх темний струм[усталений термін?] становив близько 1 електрона на годину. Спочатку ці камери мали роздільну здатність 4096×4096 пікселів та поле зору 1 квадратний градус на 1,5 м телескопі та майже 9 квадратних градусів — на телескопі Каталіна-Шмідта. Номінальна витримка становила 30 секунд і 1,5 м телескоп міг зафіксувати об'єкти, тьмяніші за 21,5 (у смузі V).
Пізніше[коли?] на двох телескопах було встановлено CCD-камери з матрицею 111 мегапікселів.
Головним дослідником Каталінського огляду є Ерік Крістенсен із лабораторії Місяця та планет Аризонського університету[джерело?].

## Результати
У 2005 році Каталінський огляд став найрезультативнішим оглядом навколоземних об'єктів (НЗО), випередивши LINEAR за загальною кількістю відкритих НЗО та небезпечних астероїдів. Каталінський огляд відкрив 310 НЗО у 2005 р., 396 у 2006 р., 466 у 2007 р. та 564 у 2008 р.

### Значущі відкриття
- Астероїд 2006 JY26, 6 травня 2006

пролетів поруч з Місяцем та Землею 9—10 травня 2006 року та може зіткнутись із Землею 3 травня 2073 року
- Астероїд 2007 WD5, 20 листопада 2007

пролетів поруч із Марсом 9 січня 2008 р.
- Астероїд 2007 TU24, 11 жовтня 2007

наблизився до Землі 29 січня 2008 р.
- Астероїд 2008 TC3, 6 жовтня 2008

впав на Землю 7 жовтня 2008 р.
- Астероїд 2012 XE133, 12 грудня 2012

зараз тимчасово на одній орбіті з Венерою
- Астероїд 2014 AA, 1 січня 2014

впав на Землю 2 січня 2014 р..